# Köksjetau
Köksjetau, tidigare även Koktjetav, (kazakiska: Көкшетау, Köksjetaw; ryska Кокшетау, Koksjetau, tidigare Кокчетав, Koktjetav) är huvudort och administrativ centralort i provinsen Aqmola, i norra Kazakstan. Enligt mätningar under år 2007 hade staden cirka 125 225 invånare. Namnet på staden etablerades 1824 och betyder "blå berget".
Kraftledningen mellan Ekibastuz och Köksjetau håller rekordet för högst laddade aktiva kraftledning i världen med  1150 kV. Fotbollslaget FC Okzjetpes och ishockeylaget HK Arlan Koksjetau är båda två ifrån Köksjetau.

## Geografi
Astana, Kazakstans huvudstad ligger cirka 300 km sydöst om Köksjetau. Köksjetau ligger vid en sjö, kallad Kopa (ryska: Копа). Köksjetau ligger omkring 240 m ö.h.
Köksjetau är välkänt för dess natur och till viss del turism. Ett exempel är Borovojeområdet, strax sydöst om staden. Den närliggande orten Sjutjinsk är känt för sin natur och ligger i Borovojeområdet. Borovoje har ett speciellt landskap, med många berg och anmärkningsvärda bergstoppar. I Borovoje ligger många sjöar, bland annat Burabajsjön som kanske är den mest välkända. Bergen i Borovoje är egentligen inte speciellt höga. En normal bergstopp når cirka 500-600 m ö.h.. De flesta sjöarna i området ligger på en höjd omkring 330 m ö.h. Det högsta berget i området, och även Aqmolas högsta, är Köksjetauberget med sina 947 meter. Burabajberget (690 meter), ovanför Burabajsjön, är en fin utsiktspunkt och med sina branta sluttningar, som liknar toppen av Matterhorn, är berget områdets klart mest anmärkningsvärda. Vidare söderut ligger Sjutjinskbergen, vars högsta punkt befinner sig på 886 m ö.h. och kallas "Zjeke-Batur". Ett lokalt smeknamn till Borovoje är "Kazakstans Schweiz". I Borovoje finns ett flertal campingplatser och andra attraktioner som bad och vandringsleder.  
Några närliggande orter är Sjutjinsk, Akkol, Stepnjak och Makinsk i öst, Krasnojarsk i norr. 

## Historia
Köksjetau grundades troligen i april 1824. 1944 blev Köksjetau huvudstad i den då nygrundade regionen Köksjetau oblast i Kazakiska SSR. 7 oktober 1993 döptes Köksjetau om ifrån "Koktjetav" som staden tidigare hette. 1997 förlorade Köksjetau titeln som administrativ centralort och huvudstad i Köksjetau oblast då provinsen avskaffades. Istället blev Köksjetau en del av Nordkazakstan. Två år senare upphörde relationen med Nordkazakstan. Istället blev Köksjetau administrativ centralort och huvudort i provinsen Aqmola, som fått sitt namn ifrån Kazakstans huvudstad Astana. Astana hette Aqmola fram till 1997. Anmärkningsvärt är att Köksjetau är huvudort i den provins som även den betydligt större staden Astana ligger i. Astana som stad har dock egna bestämmelser på provinsiell nivå, även om staden rent geografiskt tillhör Aqmola.

## Demografi

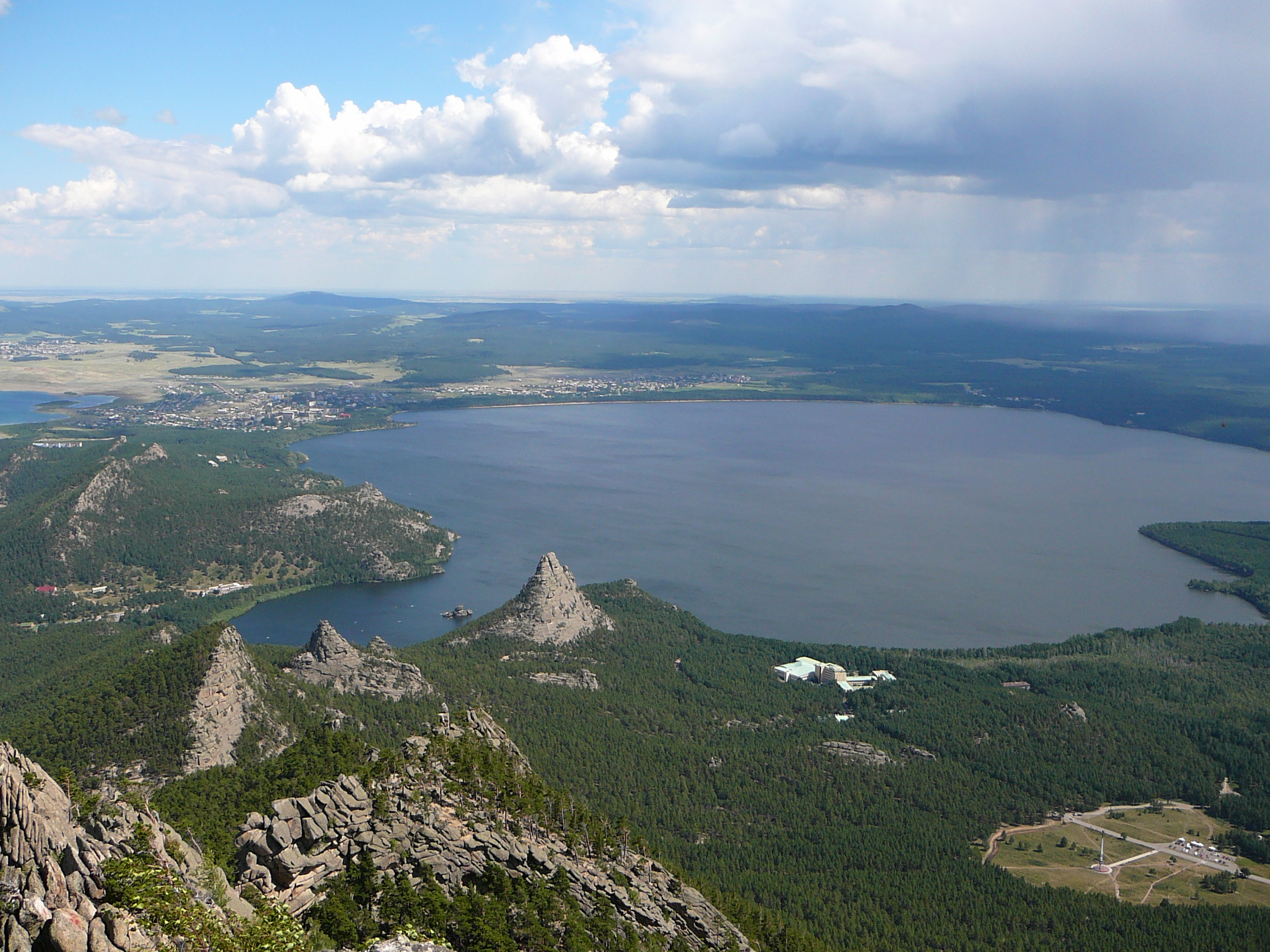
Panorama över Köksjetau.

### Invånarantal
En folkmätning i april 2009 visade på att befolkningen i staden (inom stadens administration) var 145 842 personer. År 2007 låg antalet invånare runt omkring 125 200 invånare. Befolkningen har alltså stigit med över 20 000 människor på två år. 

### Etnisk fördelning
Den största etniska gruppen i Köksjetau är kazakerna. Nedan följer en lista över de största etniska grupperna i Köksjetau. Observera att siffrorna inte är exakta.
|           | Nummer  | %    |
| TOTALT    | 145 843 | 100  |
| Kazaker   | 71 463  | 49,0 |
| Ryssar    | 43 752  | 30,0 |
| Ukrainare | 7 292   | 5,0  |
| Tyskar    | 2 625   | 1,8  |
| övriga    | 2 625   | 1,8  |

## Industri
Köksjetau har en del mindre industrier, och ett exempel är produktionen av vete, och andra sädesslag. Köksjetau har också blivit en av Kazakstans viktigaste "matstäder". Utanför Köksjetau arbetas just nu[när?] med ett guldbrytningsprojekt.

## Sport
- FK Okzjetpes

## Lokala flygbolag
Air Kokshetau är Köksjetau lokala flygbolag. Företaget grundades 2002 och flyger ifrån Köksjetau till Almaty och Petropavl. I flottan ingår två Iljusjin Il-62M och fem Jakovlev Jak-40. Ibland kallas Air Kokshetau för "Kokshetau Airlines" eller "Kokshetau Airways". Alla dessa namn syftar dock på samma flygbolag.

## Personer
- Nikolaj Kujbysjev, född 1893, död 1938. Sovjetisk militär befälhavare.
- Alexander Tjervytjkov, född 1980. Kazakisk skidskytt.
- Marija Grabovetskaja, född 1987. Kazakisk tyngdlyftare.

## Vänorter
- Waukesha, USA